# Paramilo
El paramilo es un carbohidrato que se produce como material de reserva en las euglenales.

Como el almidón está constituido por unidades de glucosa pero difiere de este en la organización de las unidades y su reactividad química, por ejemplo no se tiñe con los mismos compuestos. Esta substancia se acumula en forma de gránulo el cual varía en cada especie (cilindros, anillos, lentes, casquetes), aunque de aspecto variable dependiendo de la intensidad de nutrición de la célula. Generalmente no está relacionado directamente con los plastos. Se produce en el seno del protoplasma y existe también en las euglenales incoloras. El yodo los colorea ligeramente de amarillo y se disuelve en ácido sulfúrico concentrado o en potasa al 10%.